# América Futebol Clube (Propriá)
L'América Futebol Clube, noto anche come América-SE, América (SE), América do Sergipe o semplicemente come América, è una società calcistica brasiliana con sede nella città di Propriá, nello stato del Sergipe.

## Storia
Alcuni dissidenti dell'Esporte Clube Propriá fondarono l'América Futebol Clube l'8 agosto 1942. I membri fondatori erano Durval Feitosa, Pedro Cardoso, Gerdiel Graça, José Rodrigues de Nelo, Miguel Apolônio, José Graça Leite, Eugênio Amaral, Normando Rogério Lima, e José Coutinho. Il nome del club è un riferimento all'America Football Club di Rio de Janeiro.
Nel 1960, il club ha professionalizzato il suo reparto di calcio, a seguito delle modifiche apportate dalla Federação Sergipana de Desportos.
Nel 1965, l'América è stato finalista del Campionato Sergipano. Il club venne sconfitto dal Confiança in finale.
Nel 1966, il club ha vinto il suo primo titolo, il Campionato Sergipano, dopo aver sconfitto il Confiança in finale. La rosa dell'América era composta da França, Henário, Nadinho, Cabo Jorge, Periquito e Simas; Vilson, Dequinha, Tiquinho, Bobô e Geraldo. Giocarono per il club anche Pereirinha, Romero, Carlos Alberto e il portiere Tenisson. Pereirinha fu il capocannoniere del club.
Nel 1967, è stata l'unica volta che l'América ha partecipato alla Taça Brasil. La squadra fu inserita in un gruppo composto da Treze, CSA e ABC, dove ha terminato all'ultimo posto.
Il club ha vinto di nuovo il Campionato Sergipano nel 2007, dopo aver sconfitto l'Itabaiana nell'ultima partita della fase finale a quattro. Nello stesso anno, l'América ha partecipato al Campeonato Brasileiro Série C, dove è stato eliminato alla prima fase.

## Palmarès

### Competizioni statali
- Campionato Sergipano: 2

1966, 2007
- Campeonato Sergipano Série A2: 2

2006, 2012